# Aseraggodes umbratilis
Aseraggodes umbratilis är en fiskart som först beskrevs av Alcock, 1894.  Aseraggodes umbratilis ingår i släktet Aseraggodes och familjen tungefiskar. Inga underarter finns listade i Catalogue of Life.